# درمان‌های آنتی پارکینسونی
داروهای آنتی پارکینسونی، یک نوع از مواد دارویی هستند که برای درمان و تسکین علائم بیماری پارکینسون استفاده می‌شوند. بسیاری از این داروهابه این صورت عمل می‌کنند که فعالیت دوپامین را افزایش یا فعالیت استیل کولین در سیستم عصبی مرکزی را کاهش می‌دهند.

## بیماری پارکینسون
بیماری پارکینسون یک اختلال موتور سیستمی در سیستم عصبی است. این بیماری به عنوان یک اختلال پیشرونده معرفی گشته‌است که حرکت انسان را تحت تأثیر قرار می‌دهد و همچنین باعث ازبین رفتن سلول‌های تولیدکننده دوپامین در مغز می‌شود که این موضوع، عامل لرزش در دست‌ها و فک و صورت یا سفتی یا خشکی اندام‌ها و تنه است. از علایم اولیه این اختلال می‌توان به سفتی عضلانی، کندی حرکت یک لرزش در حالت استراحت و بی‌ثباتی در ایستادن اشاره کرد. بیماری پارکینسون ناشی از انحطاط سیستم nigrostriatal است (که نرون‌های ترشح‌کننده دوپامین ماده سیاه هستند). عقده‌های قاعده ای کنترل پاسخ‌های خودکار و عادت گونه توسط بدن انسان را بر عهدا دارند.

این تصویر نشان دهنده ماده سیاه مغز است که تحت تأثیر پارکینسوناست.

با توجه به اینکه تست مشخصی برای تشخیص بیماری پارکینسون وجود ندارد در نتیجه تشخیص آن امری دشوار است. پزشکان معمولاً با انجام تست‌های دیگر سعی در رد کردن این بیماری دارند. اغلب در سلول‌های دوپامینرژیک سلول‌های عصبی در مغز بیماران مبتلا به بیماری پارکینسون Lewy bodies هستند Lewy bodies یک هسته پروتئین متراکم دارد که توسط یک هاله ای از الیاف تابشی احاطه شده‌است. جهش در کروموزوم ۴ می‌تواند عامل بیماری پارکینسون باشد. این ژن تولید پروتئین شناخته شده‌ای به عنوان a-synuclein را برعهده دارد. این پروتئین به‌طور معمول در پایانه پیش سیناپسی یافت می‌شود و تصور می‌شود که از عوامل انتقال سیناپسی نورون‌های دوپامینرژیک است. این جهش، باعث تولید ماده ای می‌شود که به نوعی سمی است (زیرا باعث تولید پروتئینی می‌شود که برای سلول سمی است). یماری پارکینسون همچنین می‌تواند ناشی از یک جهش در کروموزوم ۶ نیز باشد. این ژن به نام parkin نامگذاری شده‌است.

## داروهای شایع

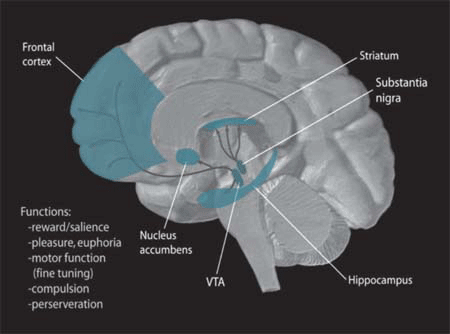
این تصویر نشان دهنده مسیر دوپامین در مغز است. هدف از استفاده از داروی antiparkinson بازگرداندن این مسیر به حالت نرمال است.

شایع‌ترین هدف استفاده از داروهای آنتی پارکینسونی اینست که یا سطح دوپامین در مغز را تعدیل کنیم یا عملکرد دوپامین را شبیه‌سازی کنیم. دسته اصلی این داروها، داروهای آنتی کولینرژیکو دوپامینرژیک هستند. داروهای آنتی کولینرژیک عملکرد استیل کولین را بلاک کرده و پایین بودن سطح دوپامین را جبران می‌کنند. همان‌طور پیش‌تر بیان شد هدف این داروها جایگزینی دوپامین یا ممانعت از تخریب دوپامین در مغز است.

### L-DOPA
پس از تشخیص اولیه، کاربدوپا-لوودوپا را می‌توان به عنوان یک داروهای متداول تجویز کرد. اگر این دارو بهبود بیمار را به پزشکان نشان دهد، در نتیجه پزشک می‌تواند تشخیص صحیح بیماری را تأیید کند. این درمان استاندارد برای بیماری پارکینسون با عنوان L-DOPA شناخته می‌شود. L-DOPA باعث می‌شود نورون‌های دوپامینرژیک فرد مقدار بیشتری از دوپامین را تولید و ترشح کنند و با اثرات بیماری پارکینسون مقابله کنند. اگرچه در نهایت میزان فعالیت سلول‌های عصبی دوپامینرژیک nigrostriatal در مغز به حدی کاهش میابد که در فرد علائم بیماری پارکینسون بدتر می‌شود. دلیل این موضوع نیمه عمر کوتاه L-DOPA در بدن است؛ که به‌طور معمول ۱٫۵–۲ ساعت است. L-DOPA همچنین نرون‌های DA موجود در سیستم mesolimbic/mesocortical را فعال می‌کند اما عوارض جانبی ای مثل توهم و هذیان در پی دارد.

### دپرنیل
یکی از داروهایی که می‌توان با L-DOPA یا به‌طور جداگانه برای بیمار تجویز شود دپرنیل است. دپرنیل مهار فعالیت آنزیم MAO-B را برعهدا دارد که در نتیجهٔ آن، باعث کاهش سرعت پیشرفت بیماری پارکینسون می‌شود. اگرچه دپرنیل به‌طور کامل مانع از انحطاط نورون‌های دوپامینرژیک نمی‌شود. دپرنیل مانند سایر داروهای آنتی پارکینسونی باعث تاخیردر پیشرفت بیماری می‌شود.

### تیروزین هیدروکسیلاز
تیروزین هیدروکسیلاز تشکیل L-DOPA را تسریع می‌بخشد. این دارو نباید در زمان مصرف L-DOPA استفاده شود زیراکه لوودوپا باعث تداخل در جذب تیروزین می‌شود.

### آپومورفین
همچنین از آپومورفین نیز برای درمان بیماری پارکینسون استفاده می‌شود. این ماده به عنوان یک گیرنده دوپامین آگونیست شناخته می‌شود. همچنین زمانی که به تنهایی مصرف شود عوارض جانبی شدیدی به همراه خواهد داشت.

### داروهای آنتی کولینرژیک
داروهای آنتی کولینرژیک شامل benzhexol و orphenadrine هستند. این داروها اثر استیل کولین در مغز را با مخالفت کردن با گیرنده‌های کولینرژیک، کاهش می‌دهند. این موضوع به بازگرداندن تعادل استیل کولین/دوپامین در مغز کمک می‌کند. در این روش درمان نیز حدود ۷۰ درصد از بیماران مصرف‌کننده آنتی کولینرژیک‌ها عوارض جانبی جدی از جمله توهم، حرکات چشم، دشواری بلع و خشکی دهان و احتباس ادرار از خود نشان دادند.

### mGluR4
Metabotropic glutamate receptor 4 یا mGluR4 دارویی بالقوه برای بیماری پارکینسونی است.

## تحقیقات
تحقیقات اخیر برای کاهش علائم بیماری پارکینسون شامل روش‌های stereotaxic است. این روش به‌طور معمول زمانی انجام می‌شود که بیماران دیگر پاسخی به داروهای آنتی پارکینسونی نمی‌دهد. این روش شامل پیوند بافت جنین برای ترشح دوباره دوپامین در neostriatum است. محققان همچنین تلاش‌های در زمینه ژن درمانی داشته‌اند. این روش با استفاده از قرار دادن یک ویروس اصلاح شده ژنتیکی در subthalamic nucleus بیماران مبتلا به بیماری پارکینسونی انجام می‌شود. این ویروس مسئول قرار دادن یک ژن در GAD است که مسئول آنزیمی برای بیوسنتز نوروترنسمیتر(انتقال دهنده عصبی) GABA است.

## نمونه

بازدارنده‌های COMT یکی از دو راهی که ممکن است لوودوپا پیش از آنکه به سیستم عصبی مرکزی برسد غیرفعال شود را بلاک می‌کند.

- داروهایی که بیش از سایر داروها برای جلوگیری از عوارض جانبی تجویز می‌شوند
  - تیروزین
  - لوودوپا (levodopa)
- بازدارنده‌های COMT. جلوگیری از سوخت و ساز لوودوپا توسط COMT و در نتیجه افزایش سطح لوودپا در مغز.
  - انتاکاپون
  - Opicapone
  - Tolcapone (همچنین در سیستم عصبی مرکزی نیز فعالیت می‌کند[۱۱])
- DOPA decarboxylase inhibitors. جلوگیری از سوخت و ساز لوودوپا توسط decarboxylase و در نتیجه افزایش سطح لوودپا در مغز.
  - بنسرازید
  - کاربدوپا
- بازدارنده‌های مونوآمینو اوکسیداز B. جلوگیری از سوخت و ساز لوودوپا توسط MAOB و در نتیجه افزایش سطح لوودپا در مغز.
  - سلگلین
  - راساگیلین
- آگونیست‌های گیرنده‌های دوپامین. به‌طور مستقیم فعالیت سیستم دوپامین را افزایش می‌دهد.
  - آپومورفین
  - بروموکریپتین
  - پرامیپکسول
  - رپینیرول
  - روتیگوتین
- آنتی کولینرژیک‌ها
  - Antimuscarinics
  - Benzatropine
  - دیفن هیدرامین
  - دیمن هیدرینات
  - اسکوپولامین